# Фетенци
„Фетенци“ е историческа местност, намираща се в околностите на град Панагюрище и Панагюрските колонии.
В района на Панагюрско съществува народно предание за временато около падането на тези места под властта на Османската империя, по-точно завладяването на Южна България от османските турци. Когато българите  отбиват атаките на нашествениците в Златишкия проход (участъка Златица – Панагюрище) бил свикан военен съвет, на който присъстващия ходжа (мюсюлмански свещеник) чете нравоучителното слово:
| „ | Губим битката, защото войниците ни плячкосаха много църкви, направиха много обири и с това разсърдиха нашия баща Аллах и неговия пророк Мохамед. Искам да издам заповед, цялата плячка, задигната досега, да се събере на едно място, да се натрупа и да се изкопае огромен трап. След това да се постави в него и отгоре да се зарови с камъни и пръст. | “ |

С викове „Медет, Аллах! Медет, Аллах!“ (Помогни, Аллах! Помогни, Аллах!) аскера изпълнил указанията. Оттогава Панагюрския проход започнал да носи името Медет, а мястото, където било издадено духовното послание „Фетва“ е наречено „Фетенци“.
В постоянната комисия за Териториално и селищно устройство към ОбС Панагюрище през 2012 г. възниква дебат дали вилната зона Фетенци може да придобие статут на квартал на Панагюрище или на Панагюрските колонии.

## Туристически маршрут
Маршрутът Панагюрище – Панагюрски колонии се движи по пътя, когато той напуска северния край на Панагюрище и плавно се изкачва по десния склон, минаващ по долината на Мулейска река. На запад се издигат обраслите с борови гори върхове Никулден и Остри могили, а ниско на югоизток се виждат „Хълмът на свободата“, Куклата, долината на река Луда Яна и крайречните лъки на Мулейска и Стара река. Южно от местността „Вихнята“ новото трасе на пътя изоставя долината на реката, с широк завой обхожда от юг хълмовете на Богородич, промушва се през тясна седловина (която отделя вр. Окошка могила) и излиза на откритото било „Фетенци“. От него се открива панорамна гледка към върховете Братия и Буная. Не след дълго се минава покрай чешмата, наречена „Април 1876“, където вляво е отклонението на стария път за м. Пряслопа. Следват (вдясно) крайпътната чешма и отклонението за хижа „Павел Делирадев“ и така се стига до центъра на Панагюрските колонии.